# Cantón de Segonzac
El cantón de Segonzac era una división administrativa francesa, que estaba situada en el departamento de Charente y la región de Poitou-Charentes.

## Composición
El cantón estaba formado por dieciséis comunas:
- Ambleville
- Angeac-Champagne
- Bourg-Charente
- Criteuil-la-Magdeleine
- Gensac-la-Pallue
- Genté
- Gondeville
- Juillac-le-Coq
- Lignières-Sonneville
- Mainxe
- Saint-Fort-sur-le-Né
- Saint-Même-les-Carrières
- Saint-Preuil
- Salles-d'Angles
- Segonzac
- Verrières

## Supresión del cantón de Segonzac
En aplicación del Decreto nº 2014-195 de 20 de febrero de 2014, el cantón de Segonzac fue suprimido el 22 de marzo de 2015 y sus 16 comunas pasaron a formar parte, doce del nuevo cantón de Charente-Champaña y cuatro del nuevo cantón de Jarnac.